# Mathias Claeys
Mathias Claeys is een Vlaams scenarist.

## Carrière
Mathias Claeys schreef reeds scenario's voor volgende reeksen:
- 2006–heden Thuis
- 2008–2009 LouisLouise
- 2010-2011 Dubbelleven
- 2011-2012 Rang 1
- 2013 Eigen kweek
- 2018 Gevoel voor tumor
- 2019 #LikeMe
- 2022 Lost luggage